# Championnats de Tunisie d'athlétisme 2010
Navigation
2009 2011
Les championnats de Tunisie d'athlétisme 2010 sont une compétition tunisienne d'athlétisme se disputant en 2010. 

## Palmarès
| Discipline             | Hommes                                  | Hommes          | Femmes                                  | Femmes           |
| ---------------------- | --------------------------------------- | --------------- | --------------------------------------- | ---------------- |
| 100 m                  | Bilel Benzaïd                           | 11 s 01         | Dorsaf Mehbouli                         | 13 s 19          |
| 200 m                  | Mohamed Sghaïer                         | 22 s 30         | Fatma Gam                               | 27 s 10          |
| 400 m                  | Ridha Ghali                             | 48 s 53         | Nouha Baklouti                          | 57 s 60          |
| 800 m                  | Mohamed Slimani                         | 1 min 50 s 68   | Haïfa Tarchoun                          | 2 min 10 s 61    |
| 1 500 m                | Amor Ben Yahia                          | 3 min 48 s 77   | Safa Aissaoui                           | 4 min 26 s 65    |
| 5 000 m                | Abderraouf Boubaker                     | 14 min 16 s 09  | Zina Dhahri                             | 18 min 37 s 16   |
| 10 000 m               | Lakhdhar Hachani                        | 29 min 15 s 70  | Mahbouba Belgacem                       | 39 min 09 s 49   |
| 100 m haies            |                                         |                 | Nada Cheroudi                           | 15 s 70          |
| 110 m haies            | Mehdi Merseni                           | 14 s 92         |                                         |                  |
| 400 m haies            | Mohamed Sghaïer                         | 52 s 90         | Nouha Baklouti                          | 65 s 76          |
| 3 000 m steeple        | Amor Ben Yahia                          | 8 min 37 s 8    | Imen Methnani                           | 11 min 19 s 23   |
| Relais 4 × 100 mètres  | Association sportive militaire de Tunis | 43 s 49         | Athletic Club de Nabeul                 | 58 s 55          |
| Relais 4 × 400 mètres  | Club sportif de la Garde nationale      | 3 min 20 s 11   | Club municipal d'athlétisme de Kairouan | 4 min 30 s 77    |
| Saut en longueur       | Alaa Eddine Ben Hassine                 | 7,36 m          | Nada Cheroudi                           | 5,11 m           |
| Triple saut            | Walid Farhat                            | 15,31 m         | Yousra Belkhir                          | 12,21 m          |
| Saut en hauteur        | Hamza Ben Bakira                        | 2 m             | Sabra Ben Saïd                          | 1,55 m           |
| Saut à la perche       | Mohamed Chenouf                         | 4,60 m          | Nadia Mabrouk                           | 3,20 m           |
| Lancer du poids        | Wajdi Bellili                           | 15,48 m         | Souhir Dhaouadi                         | 13,81 m          |
| Lancer du disque       | Mohamed Ali Mejri                       | 45,72 m         | Monia Kari                              | 52,34 m          |
| Lancer du marteau      | Saber Souid                             | 59,17 m         | Khedija Jallouz                         | 54,08 m          |
| Lancer du javelot      | Hamdi Bejaoui                           | 62,11 m         | Aida Sallem                             | 45,49 m          |
| Décathlon              | Walid Nsiri                             | 5 841           |                                         |                  |
| Heptathlon             |                                         |                 | Nada Cheroudi                           | 4 289            |
| Semi-marathon          |                                         |                 |                                         |                  |
| 10 km marche sur piste | Hédi Bougatef                           | 50 min 22 s 60  | Azza Trabelsi                           | 1 h 3 min 23 s 1 |
| 20 km marche sur route | Hassanine Sebei                         | 1 h 24 min 43 s | Olfa Lafi                               | 1 h 38 min 22 s  |

## Sources
- [PDF] « Championnats nationaux individuels seniors, Stade d'athlétisme de Radès, 26 et 27 juin 2010 », sur tunisathle.voila.net (consulté le 10 juillet 2012)
- [PDF] « Championnats nationaux des épreuves combinées, Stade national d'athlétisme, El Menzah, Tunis, 3 et 4 juillet 2010 », sur tunisathle.voila.net (consulté le 10 juillet 2012)